# Халили, Невзат
Невзат Халили (макед. Невзат Халили; род. 1951, Poroj, Тетово) — политический деятель Северной Македонии, также работал учителем английского языка.

## Биография
В 1991 году был впервые избран в собрание Северной Македонии от Партии демократического процветания. В открытом письме президенту Киро Глигорову в 1993 году он утверждал, что албанцы в Северной Македонии подвергаются дискриминации со стороны государственной администрации и общественного сектора. С 1994 по 1998 год был министром без портфеля во втором правительстве Бранко Црвенковского. В 1990-х годах был приговорен к тюремному заключению за участие в демонстрациях и препятствование полицейским выполнять свои служебные обязанности.
В январе 1992 года Невзат Халили и другие албанские активисты провозгласили в Струге самопровозглашенное территориальное образование Республика Илирида, которая охватывала примерно половину территории Северной Македонии и была нацелена на объединение всех албанцев, находившихся под властью бывшей Югославии. Позже целью существования Республики Илириды стало поддержание идеи федерализации Северной Македонии.
В 2001 году вступил в Национально-демократическую партию, основанную Кастриотом Хакширешей и Джезаиром Шакири. Позже был связан с несколькими военизированными организациями, выступавшими за объединение территорий, населённых албанцами, на Балканах. 2 июля 2002 года Государственный департамент США заблокировал активы Невзата Халили за руководство или материальную поддержку вооружённых группировок повстанцев на западных Балканах. Его деятельность поставила под угрозу международные усилия по стабилизации ситуации в регионе. В 2006 году Невзат Халили был арестован в Приштине по подозрению в торговле оружием, но был освобожден после восьми месяцев содержания под стражей.
19 сентября 2014 года Невзат Халили зачитал декларацию «независимости Республики Илириды» на площади Скандербега в Скопье перед несколькими десятками этнических албанцев.